# Gustaf Åkerhielm
Johan Gustaf Nils Samuel Akerhielm (Klara, 24 giugno 1833 – Stoccolma, 2 aprile 1900) è stato un politico svedese.
Fu primo ministro della Svezia dal 1889 al 1891.